# Nise da Silveira
Nise da Silveira (ngày 15 tháng 2 năm 1905 – ngày 30 tháng 10 năm 1999) là một bác sĩ tâm thần người Brasil, học trò của Carl Jung.

## Tiểu sử
Silveira sinh ra ở Maceió, vùng đông bắc Alagoas, Brazil, năm 1905. Sau khi tốt nghiệp trường Y Bahia năm1926 (là người phụ nữ duy nhất trong số 157 người đàn ông,bà dành cả cuộc đời cho ngành tâm thần học và chưa bao giờ đồng ý với các phương pháp điều trị xâm lấn vào thời gian ấy như giam giữ trong bệnh viện tâm thần, sốc điện, liệu pháp insulin và cắt thùy não)
Năm 1952 bà đặt Museum of Images of the Unconscious tại Rio de Janeiro, đây là một trung tâm học tập và nghiên cứu trong các xưởng vẽ và mô hình. Nhờ đó Nise da Silveira giới thiệu ngành phân tích tâm lý học tại Brazil.
Vài năm sau, năm 1956, Nise da Silveira đã phát triển một công trình có tính cách mạng vào thời điểm ấy: mở "Casa das Palmeiras" (Palms House), một phòng khám cho các bệnh nhân cũ của khoa tâm thần để họ có thể tự do sáng tác nghệ thuật và được điều trị như bệnh nhân ngoại trú. Bà cũng thành lập nhóm nghiên cứu C.G. Jung và bà chủ trì đến năm 1968.
Những nghiên cứu của bà về phục hồi chức năng và hiểu biết về quá trình loạn thần thông các các hình ảnh vô thức  là nguồn gốc trong suốt nhiều năm cho các cuộc triển lãm, phim ảnh, phim tài liệu, loa đài, khóa học, chuyên đề, bài báo và hội nghị. Silveira cũng là người tiên phong trong nghiên cứu mối liên quan cảm xúc giữa bệnh nhân và động vật.
Trong cuộc đời sự nghiệp của mình Nise da Silveira đã được nhận nhiều huy chương, chức danh và giải thưởng trên nhiều lĩnh vực. Bà cũng là thành viên sáng lập Cộng đồng Bệnh học Tâm thần quốc tế trụ sở đặt tại Paris, Pháp. 

## Qua đời
Nise qua đời vào ngày 30 tháng 10 năm 1999, ở Rio de Janeiro. Cuộc đời và sự nghiệp của bà được tái hiện ở một bộ phim Brazil năm 2015 tên là Nise: The Heart of Madness, đạo diễn bởi Roberto Berliner.

## Vinh danh
Ngày 15 tháng 2 năm 2020, Google Doodle đã kỉ niệm 115 năm ngày sinh của bà.